# مانوئل کاراسکو
مانوئل کاراسکو (اسپانیایی: Manuel Carrasco‎; ۲۷ ژانویهٔ ۱۸۹۴ – ۱۲ مارس ۱۹۳۵) بازیکن فوتبال اهل اسپانیا بود.
از باشگاه‌هایی که در آن بازی کرده‌است می‌توان به باشگاه فوتبال رئال سوسیداد اشاره کرد.
وی همچنین در تیم‌های ملی فوتبال باسک و اسپانیا بازی کرده‌است.
وی در مسابقات بین‌المللی در مجموع برندهٔ ۱ مدال طلا، ۱ مدال نقره شده‌است.